# حصن أستوريا
كان حصن أستوريا (المعروفة أيضًا باسم حصن جورج) المركز الرئيسي لتجارة الفراء لشركة جون جاكوب أستور للفراء في المحيط الهادئ (PFC). أُرسلت فرقة بحرية من موظفي شركة PFC على متن سفينة تونكوين، بينما سافرت مجموعة أخرى برًا من سانت لويس. عُرفت هذه المجموعة البرية لاحقًا باسم بعثة أستور. بُني حصن أستوريا عند مدخل نهر كولومبيا عام ١٨١١، وكانت أول مستوطنة أمريكية على ساحل المحيط الهادئ في أمريكا الشمالية.
كان سكان الحصن يختلفون اختلافًا كبيرًا في الخلفية والمكانة، وكانوا منظمين في تسلسل هرمي مؤسسي. كان شركاء تجارة الفراء في الشركة في القمة، يليهم الموظفون، والحرفيون، والصيادون، والعمال بترتيب تنازلي. وشملت الجنسيات الأمريكيين، والاسكتلنديين، والرحالة الفرنسيين الكنديين، والكاناكا من هاواي الأصليين، ومختلف السكان الأصليين لأمريكا الشمالية، بما في ذلك الإيروكوا وغيرهم من شرق كندا. وجدوا الحياة رتيبة للغاية، وكان النظام الغذائي المكون من الأسماك والخضروات مملًا. وكانت الأمراض التناسلية مشكلة. وشملت أنواع الفراء التي كانت تُباع في الحصن القنادس، وثعالب البحر، والسناجب، والثعالب الحمراء.
تسبب اندلاع حرب 1812 في انهيار شركة تجارة الفراء الباسيفيكية (PFC) لأنها كانت معزولة للغاية بحيث لا يمكن توقع أي حماية أو دعم عسكري من الولايات المتحدة. اشترت شركة نورث ويست (NWC) التي تتخذ من مونتريال مقراً لها أصول شركة تجارة الفراء الباسيفيكية في عام 1813، بما في ذلك حصن أستوريا. وأعادوا تسميته إلى حصن جورج واستخدموه مقرًا لعملياتهم الغربية، التي كانت ترتكز بشكل أساسي على طول نهر كولومبيا. في عام 1821، ضمت شركة خليج هدسون حصن جورج إلى مجموعة مواقعها بعد استيعاب شركة نورث ويست. خُطط لافتتاح حصن فانكوفر في عام 1825 للسماح بمقر أفضل لقسم كولومبيا. بينما تُخلي عن حصن جورج في عام 1825، استلزم وصول التجار البحريين الأمريكيين إلى نهر كولومبيا إعادة فتح حصن جورج من قبل شركة خليج هدسون.
كان التنافس على السيطرة على حصن أستوريا عاملاً في حل البريطانيين والأمريكيين لمطالباتهم المتنازع عليها في ولاية أوريغن.
أُضيف موقع حصن أستوريا إلى قائمة المعالم التاريخية الوطنية في 5 نوفمبر 1961. يتميز الموقع بوجود برج محصن معاد بناؤه.